# Mandaon
Mandaon è una municipalità di quarta classe delle Filippine, situata nella Provincia di Masbate, nella Regione di Bicol.
Mandaon è formata da 26 baranggay:
- Alas
- Ayat
- Bat-Ongan
- Bugtong
- Buri
- Cabitan
- Cagmasoso
- Canomoy
- Centro
- Dayao
- Guincaiptan
- Laguinbanwa
- Lantangan

- Looc
- Mabatobato
- Maolingon
- Nailaban
- Nanipsan
- Pinamangcaan
- Poblacion
- Polo Dacu
- San Juan
- San Pablo
- Santa Fe
- Tagpu
- Tumalaytay